# Hillerød Kraftvarmeværk
Hillerød Kraftvarmeværk er et gaskraftværk syd for Overdrevsvejen i Hillerød på Sjælland, nordvest for København. Operatøren er Hillerød Forsyning.
Anlægget blev bygget i 1991, og brændselstypen var naturgas. Værket har desuden leveret 90% af fjernvarmen til Værløse. I sin levetid har det kørt i 118.000 timer og leveret 7 TWh varme og det samme i el. De 33 år gamle udtjente gasturbiner på 77 MW blev fjernet i 2024. 50 MW elkedel blev installeret i 2025, og varmepumper for 150 millioner kr forberedes til både fjernvarme og fjernkøling.